# Padalec turkusowy
Padalec turkusowy – odmiana barwna występująca u padalców: zwyczajnego i kolchidzkiego. U dorosłych, wyrośniętych osobników zamiast typowych jasnych pasów wzdłuż grzbietowej strony ciała występują liczne, okrągłe plamy o turkusowym zabarwieniu. U padalca zwyczajnego plamy występują tylko u dużych samców, podczas gdy u padalca kolchidzkiego spotykane są także u samic. Obecność niebieskich plam zwiększa ryzyko drapieżnictwa (przynajmniej na niektórych obszarach), ale może też przyczyniać się do zwiększenia sukcesu rozrodczego.

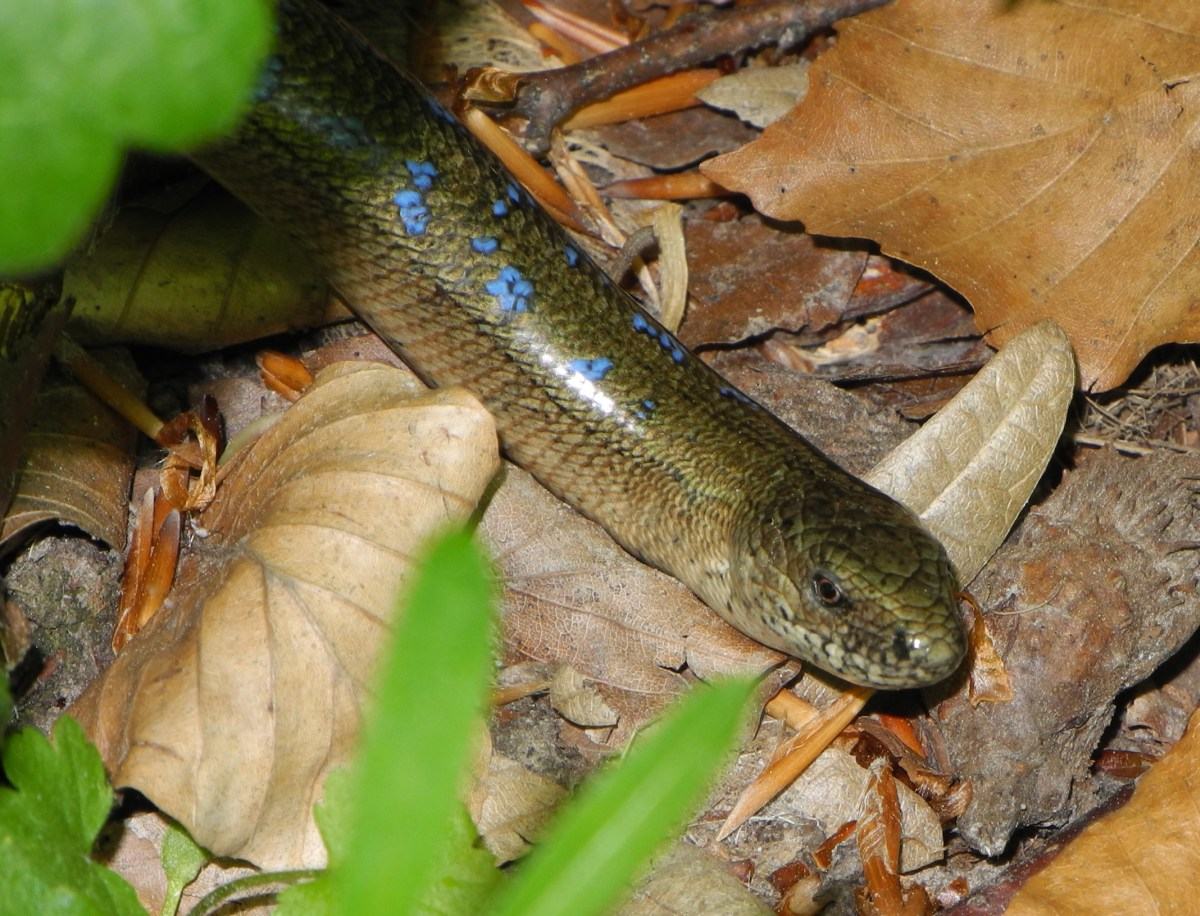
Padalec turkusowy – Ojcowski Park Narodowy
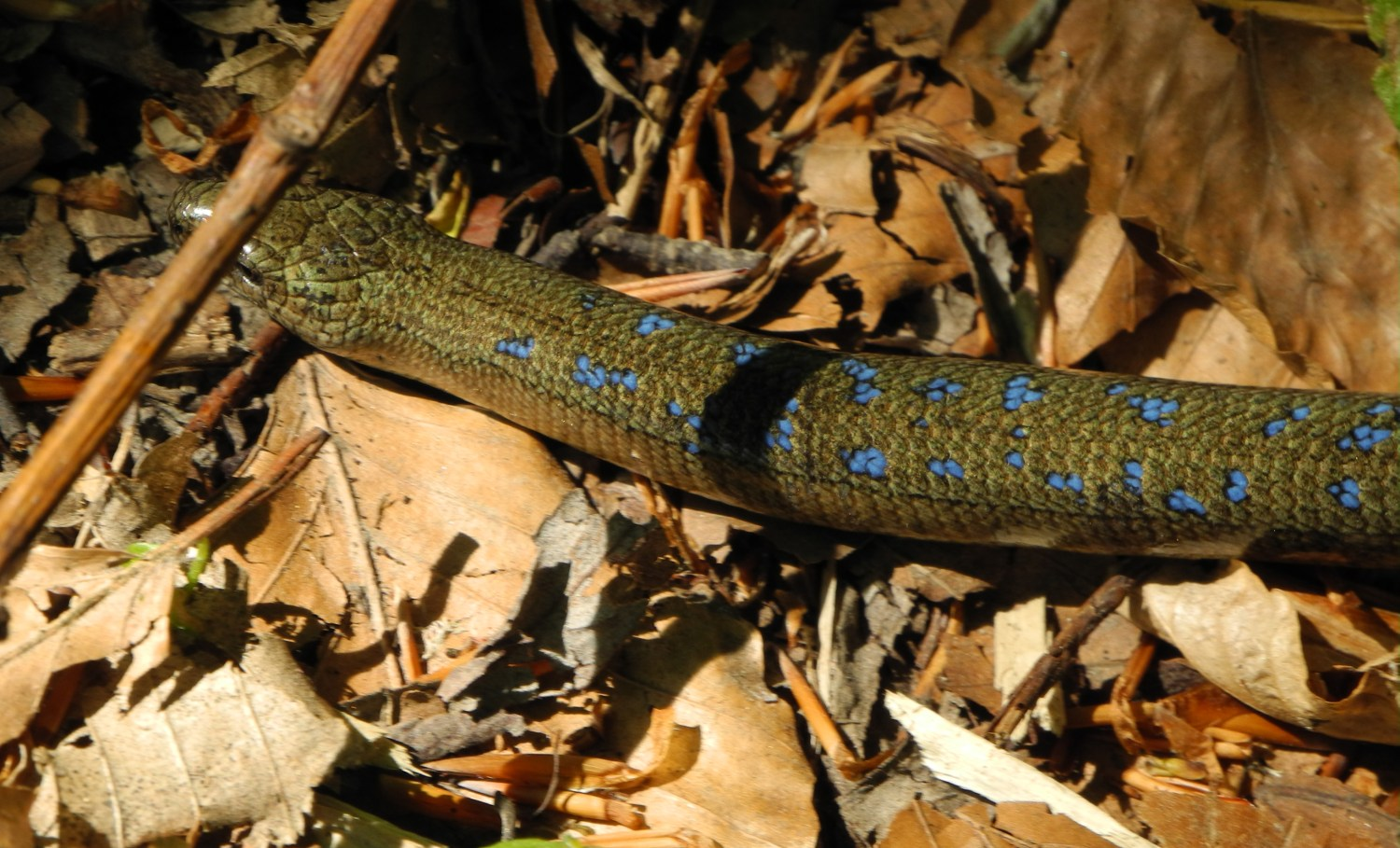
Padalec turkusowy – Ojcowski Park Narodowy
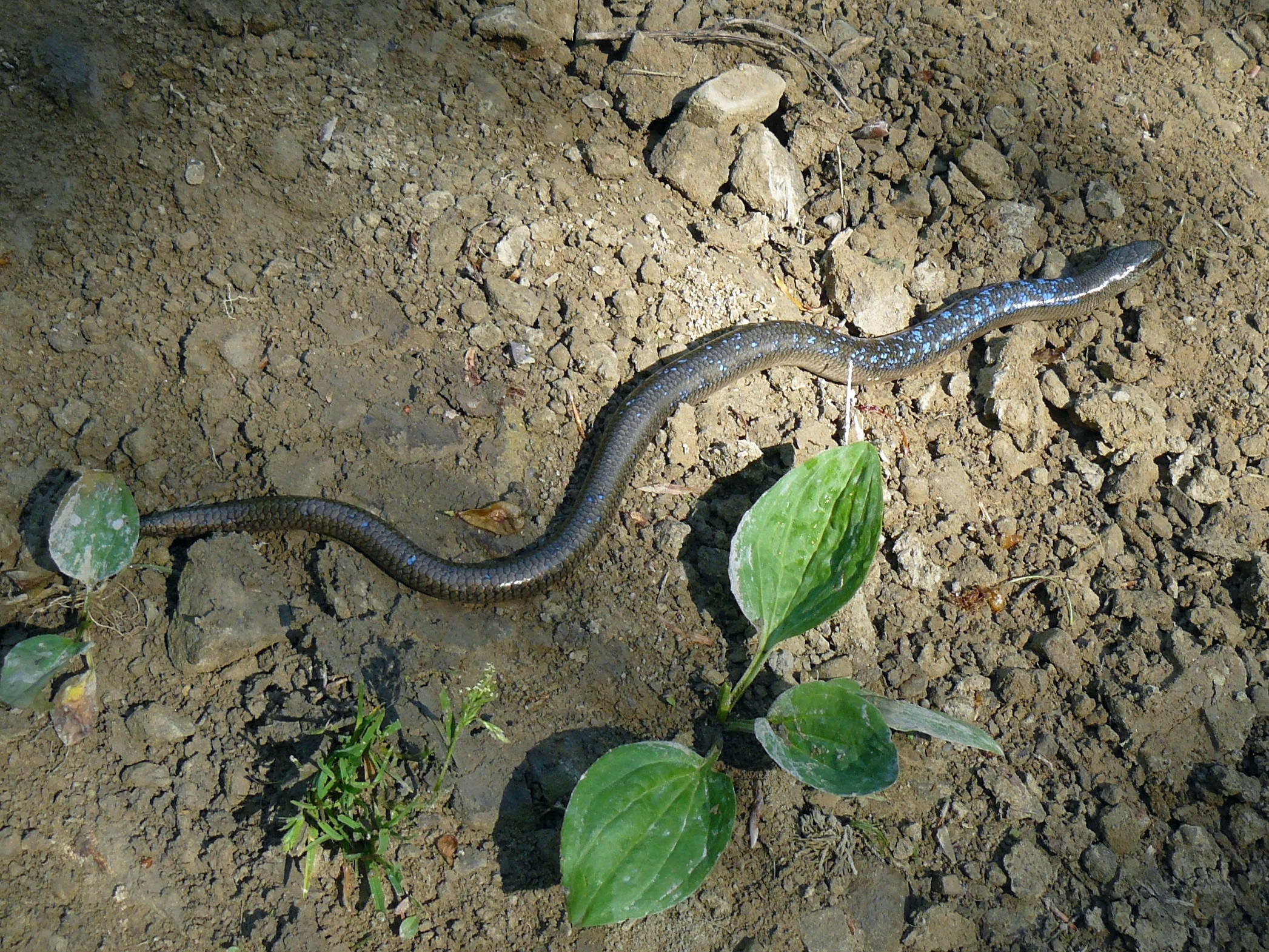
Widok całego padalca turkusowego, Beskid Sądecki